# Antoine Reinartz
Antoine Reinartz es un actor francés. Es reconocido por interpretar a Thibault en la película de Robin Campillo, 120 latidos por minuto.

## Biografía
Antoine Reinartz nació en Essey-lès-Nancy y tiene cinco hermanos y hermanas. Durante su adolescencia, se unió a la opción de teatro de la escuela secundaria Frédéric-Chopin, paralela al Conservatorio de Nancy. Luego realizó una maestría en administración de solidaridad en Niza, Nueva York y Nagoya, y se unió a varias asociaciones como FNARS.

## Filmografía

### Actor
Películas
- 2015 : Quand je ne dors pas de Tommy Weber : Max
- 2016 : Nous sommes jeunes et nos jours sont longs de Cosme Castro y Léa Forest : Jérémy
- 2017 :
- 2018 : E-Book de Olivier Assayas : Blaise
- 2021 : Petite nature
- 2023 : Anatomía de una caída

Series
- 2018 : Ad Vitam de Thomas Cailley : Kendji

Cortometrajes
- 2011 : Bubble Gum de Cécile Paysant
- 2015 : Ugh! de Fanny Sidney
- 2015 : Trou d'Anne Brouillet
- 2016 : Hashtag de Jérémie Sein y Lola Roqueplo
- 2017 : Superlune de Camille Piquet

### Director
Cortometraje
- 2014 : ...desde el en: For the Record.